# 国立博物館物語
『国立博物館物語』（こくりつはくぶつかんものがたり）は、岡崎二郎による漫画。
「ビッグコミックスペリオール」（小学館）において、1996年18号から、1999年14号まで連載されていた。全69話。1999年、第3回文化庁メディア芸術祭マンガ部門 優秀賞 受賞。
おもに生物学の知識がメインとなっている、学習漫画色の強いSF漫画。

## 概要
東京の上野公園にある『新東京博物館』では、ニューロ・チップAI「スーパーE」を使い、白亜紀後期の恐竜時代を仮想体験できるアミューズメント・パークの設立を行う計画が立てられている。ワークメットを装着することで、スーパーEが発する情報を体験者が受け取り、また体験者の脳が発する信号をスーパーEが受け取る。そうすると仮想世界の中で体験者が自在に動き出すという仕組みになっている。しかし現実では万人がうまくいくわけではなく、開発当時に実際に入れたのは博物館の地学部員、森高弥生だけであった。そこで、コンピュータを完成するために弥生が単身スーパーEの世界に入り、データを採集することになった。
この作品はスーパーEの世界での出来事と、弥生が体験するさまざまな自然界での出来事を描いた漫画である。

## 登場人物
森高弥生
主人公。新東京博物館に勤務している地学部員。スーパーEの仮想世界に入ることができる。

## 既刊一覧
ビッグコミックス 小学館(発売日はより)
- 国立博物館物語 1 1997年11月1日(1997年9月30日発売) ISBN 4-09-184601-7
- 国立博物館物語 2 1998年11月1日(1998年9月30日発売) ISBN 4-09-184602-5
- 国立博物館物語 3 1999年9月1日(1999年7月30日発売) ISBN 4-09-184603-3